# Shafra
Das Shafra oder Kusha ist ein Messer aus Arabien.

## Beschreibung
Das Shafra hat eine leicht nach unten gebogene einschneidige Klinge. Die Klinge wird vom Heft an schmaler und ist am Ortbereich leicht nach unten abgebogen. Der Klingenrücken ist gerade und verstärkt gearbeitet. Das Heft besteht meist aus Metall und ist mit geometrischen Mustern verziert. Der Shafra wird traditionell auf dem Rücken, unterhalb des breiten Gürtels der Jambia getragen. Er wird von Beduinenstämmen in Arabien benutzt.